# Chute de Saut-d'Eau
Pour les articles homonymes, voir Le Saut.
Le Saut est une chute d'eau située à Saut-d'Eau en Haïti

## Présentation
Le Saut est une chute dont les eaux proviennent de la Montagne Terrible. 
Ce lieu est un endroit sacré pour les croyants catholiques et vaudou. 
Saut d'Eau est un symbole du syncrétisme religieux haïtien. À côté des chrétiens, les adeptes du culte Vaudou s'y rendent aussi par milliers, pour célébrer les esprits vaudous tels que Lwa ou Erzulie.
André Guerrier, l'un des prêtres vaudous officiant à Saut d’Eau,  explique que « les arbres sont habités par des esprits tels Bossou, Erzulie Dantor et Erzulie Freda. Les eaux des cascades, lieu de bain de la Vierge, sont miraculeuses », dit-il, associant, comme le veut la tradition, Erzulie à la Vierge Marie,. 
La commune de Saut-d'Eau doit son nom à cette chute d'eau.

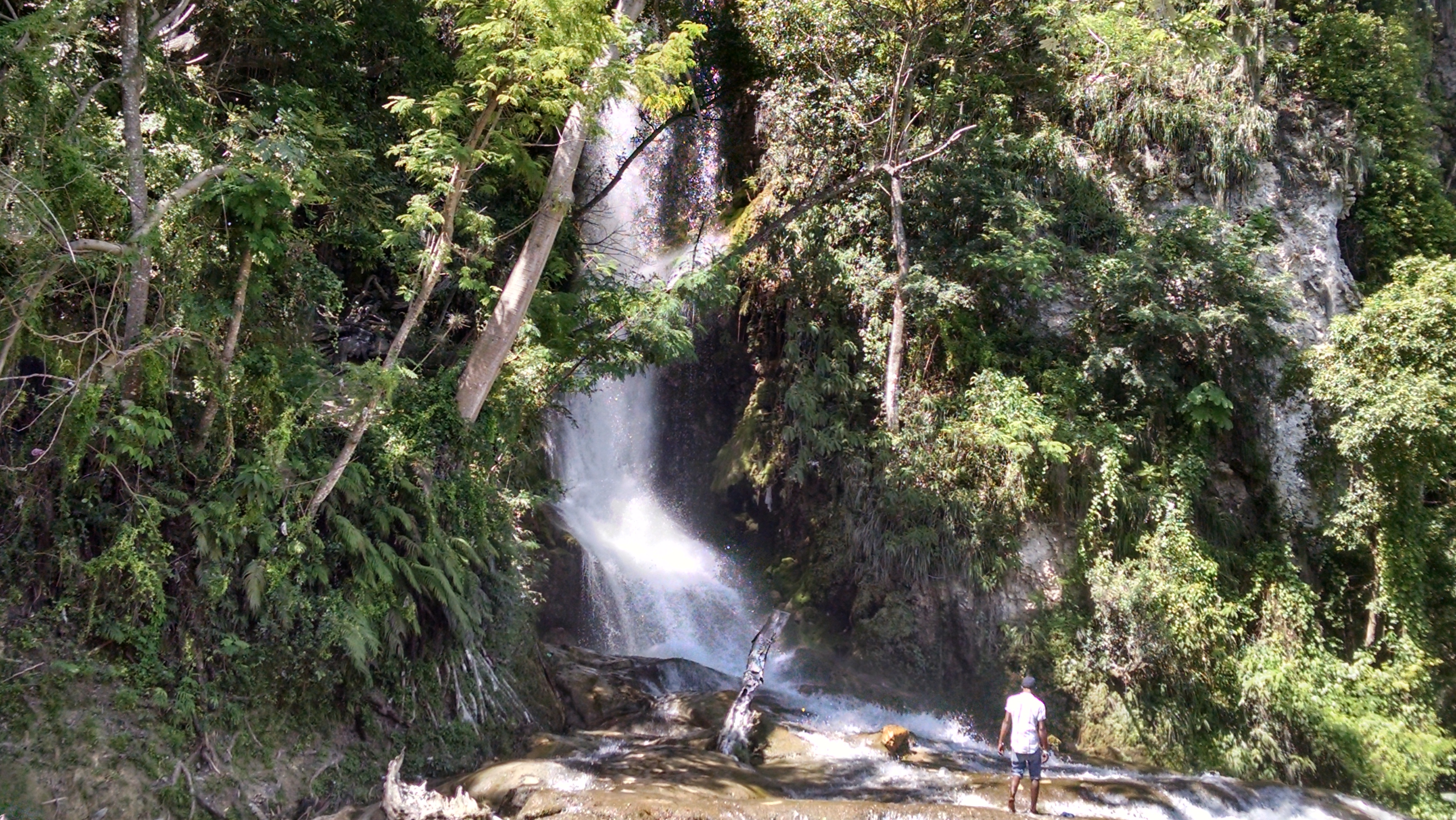